# تپه بهرام بیگی
تپه بهرام بیگی مربوط به هزاره اول قبل از میلاد - دوره اشکانیان است و در شهرستان کوهدشت، بخش کونانی، دهستان کونانی، ۹۰۰ متری جنوب شرق روستای شورابه سفلی ۲ واقع شده و این اثر در تاریخ ۲۲ اسفند ۱۳۸۵ با شمارهٔ ثبت ۱۸۲۰۳ به‌عنوان یکی از آثار ملی ایران به ثبت رسیده است.